# Demon Gaze
Demon Gaze  (jap. Originaltitel: デモンゲイズ Demon Geizu) ist ein Computer-Rollenspiel des japanischen Entwicklerstudios Experience in Zusammenarbeit mit Kadokawa Games. Es wurde ursprünglich 2013 für die tragbare Spielkonsole PlayStation Vita veröffentlicht, später dann unter der Bezeichnung Demon Gaze: Extra aber auch auf PlayStation 4, Switch und Windows portiert. 2016 erschien der Nachfolger Demon Gaze 2.

## Handlung
Demon Gaze spielt in der Fantasy-Welt Misrid. Der Protagonist ist ein sogenannter „Demon Gazer“, ein junger Mann namens Oz, der die Fähigkeit besitzt, Dämonen mit seinem magischen Auge zu versiegeln und zu kontrollieren.
Nach dem Verlust seiner Erinnerungen erwacht Oz in einem Gasthaus in der Stadt Inn. Dort wird er von der resoluten Wirtin Fran aufgenommen und erhält erste Aufträge zur Dämonenjagd. Im weiteren Verlauf muss Oz zahlreiche Dungeons erkunden, Dämonen besiegen und versiegeln, um die Bedrohung in Misrid einzudämmen.
Während seiner Reise trifft er auf eine Vielzahl an Mitstreitern, darunter Krieger, Magier und Heiler, mit denen er eine Abenteurergruppe bildet. Nach und nach deckt Oz die Wahrheit über seine Vergangenheit sowie die Ursprünge der Dämonen auf und muss sich schließlich einer existenziellen Bedrohung stellen, die weit über die Grenzen Misrids hinausgeht.

## Rezeption
Demon Gaze erhielt überwiegend positive Kritiken. Besonders hervorgehoben wurden das unterhaltsame Kampfsystem, die Charaktervielfalt sowie das klassische Dungeon-Crawling-Gameplay. Kritisiert wurden dagegen unter anderem die flache Handlung und repetitive Elemente.

„Demon Gaze punktet bei Kampfsystem und Dungeons, trotzdem zieht es gegen  Etrian Odyssey den Kürzeren. Das liegt zu Beginn an der Unberechenbarkeit: Gegner agieren erratisch, Schadenswerte variieren im Kampf manchmal extrem oder ein überraschend starker Gegner macht Euch ohne Vorwarnung platt. Mit zunehmender Spielzeit nehmen diese Probleme zwar ab, dafür vermisst Ihr dann die komplexe Charakterentwicklung des Atlus-Vorbilds.“

Das Spiel stieg mit 25.316 verkauften Einheiten auf Platz 3 der japanischen Gesamtverkaufscharts ein. Binnen vier Wochen konnten diese auf 47.993 Einheiten gesteigert werden. Bei Ankündigung des Nachfolgers Demon Gaze 2 im Juli 2014 bezifferte Kadokawa Games die Gesamtverkaufszahlen mit 200.000 Einheiten.